# USS Hoel (DD-533)
Lo USS Hoel (hull classification symbol DD-533) fu un cacciatorpediniere della United States Navy, entrato in servizio nel luglio 1943 come parte della classe Fletcher.
Il cacciatorpediniere fu attivo durante la seconda guerra mondiale, operando nel teatro bellico dell'oceano Pacifico contro le forze dell'Impero giapponese. Inizialmente l'Hoel fu in servizio con la United States Fifth Fleet nel Pacifico centrale, operando nel corso della campagna delle isole Gilbert e Marshall; nel marzo 1944, spostato in forza alla United States Third Fleet, servì invece nel Pacifico meridionale, operando nella zona dell'arcipelago di Bismarck e durante l'invasione anfibia di Peleliu nelle Palau.
Riassegnato alla United States Seventh Fleet per prendere parte alla liberazione delle Filippine, l'Hoel fu coinvolto nella vasta battaglia del Golfo di Leyte, finendo affondato con gravi perdite umane il 25 ottobre 1944 dal tiro di unità navali giapponesi durante gli scontri al largo dell'isola di Samar.

## Storia

### Entrata in servizio e prime operazioni

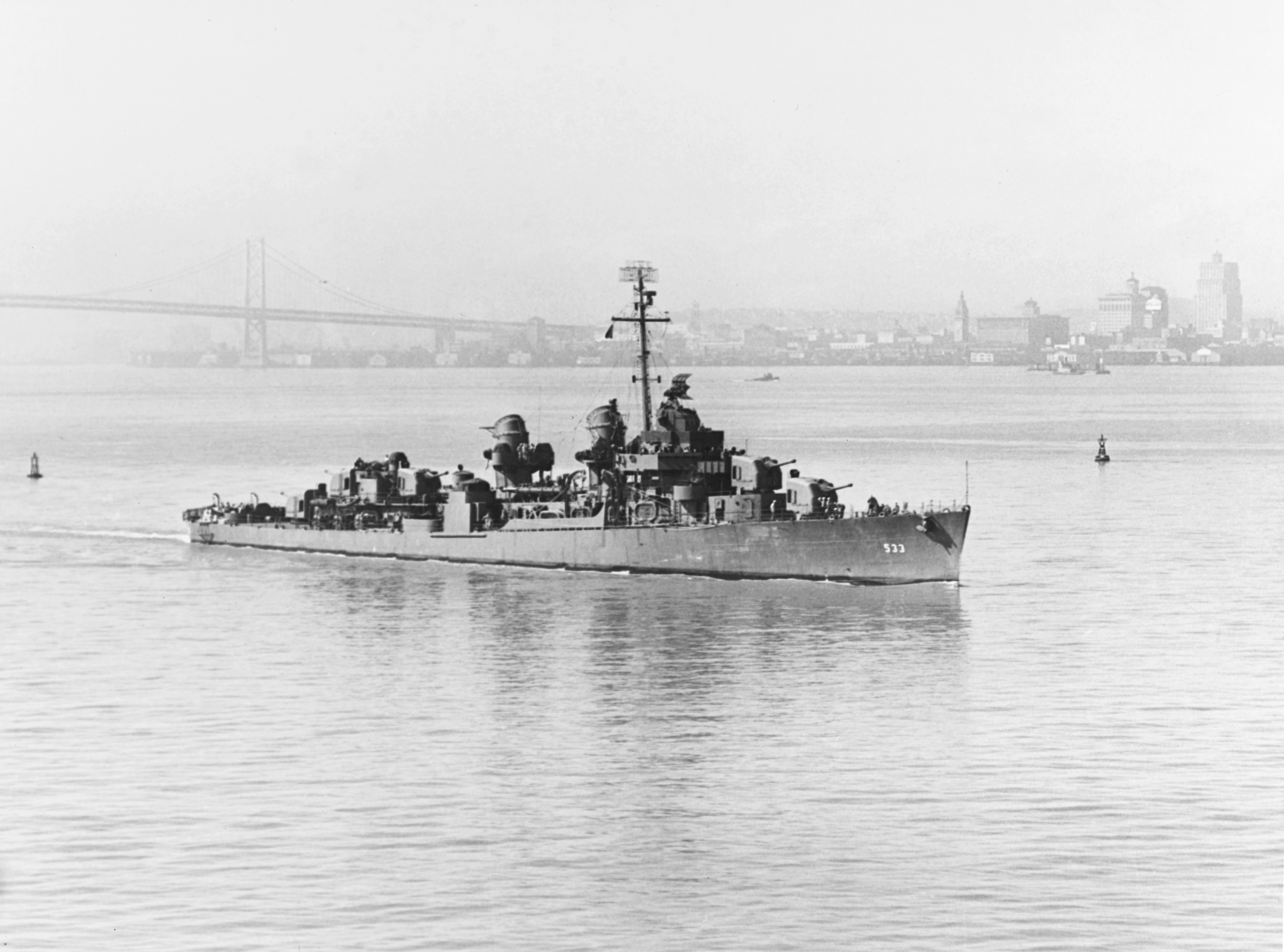
La nave fotografata nell'agosto 1943 poco dopo la sua entrata in servizio, in navigazione nella baia di San Francisco

Impostata il 4 giugno 1942 nei cantieri della Bethlehem Shipbuilding Corporation di San Francisco, la nave venne varata il 19 dicembre dello stesso anno con il nome di Hoel in onore di William R. Hoel, un ufficiale della US Navy dell'epoca della guerra di secessione americana; madrina del varo fu Louise Hoel Mills Crane, pronipote di William Hoel. La nave entrò quindi ufficialmente in servizio il 29 luglio 1943, e dopo la messa a punto intraprese la sua prima crociera trasferendosi il 16 agosto nel porto di San Diego, da dove compì nelle settimane seguenti varie sortite in mare aperto per svolgere manovre di addestramento; durante una di queste esercitazioni, il 26 agosto, l'Hoel compì, in combinazione con altre unità, una serie di attacchi contro un presunto contatto con un sommergibile nemico segnalato al largo di San Diego, rientrando alla base dopo aver consumato 52 bombe di profondità ma senza alcuna prova di aver affondato la presunta unità nemica.
Completata la messa a punto e la formazione dell'equipaggio, l'Hoel fu assegnato al Destroyer Squadron (DesRon) 47 e il 26 ottobre 1943 lasciò con i suoi compagni San Francisco alla volta delle Hawaii, arrivando alla base di Pearl Harbor il 31 ottobre seguente. Messo in forza alla United States Fifth Fleet, l'Hoel fu assegnato come unità di scorta alle portaerei della Task Force (TF) 52, con cui salpò il 10 novembre 1943 per partecipare all'operazione Galvanic, atto d'apertura della campagna delle isole Gilbert e Marshall; il comandante del DesRon 47, capitano Albert G. Cook, alzò per l'occasione la sua insegna sull'Hoel. Il cacciatorpediniere fece da schermo per le portaerei impegnate nelle operazioni d'appoggio allo sbarco dei reparti statunitensi sull'atollo di Makin nelle Isole Gilbert, proseguito tra il 20 e il 24 novembre; nel corso dell'azione, il 24 novembre il sommergibile giapponese I-175 riuscì a penetrare lo schermo dei cacciatorpediniere statunitensi e a silurare la portaerei di scorta USS Liscome Bay, affondata con gravi perdite umane. Completate le operazioni per l'occupazione di Makin, l'Hoel fu distaccato per scortare le navi da trasporto dirette a rifornire le nuove guarnigioni statunitensi stabilite nelle Gilbert; il 1º dicembre, mentre svolgeva un pattugliamento anti-sommergibili al largo dell'atollo di Tarawa, l'Hoel finì con l'incagliarsi su una formazione di corallo non presente sulle carte nautiche, riportando danni allo scafo e alle eliche: disincagliata dal rimorchiatore Arapaho il 2 dicembre, la nave fu sommariamente riparata al largo di Tarawa dai sommozzatori della nave officina Clamp, per poi rientrare a Pearl Harbor l'11 dicembre dove fu messa in bacino di carenaggio per le riparazioni definitive. Il capitano Cook trasferì quindi l'insegna di comandante del DesRon 47 sul cacciatorpediniere USS McCord.
L'Hoel tornò in mare il 28 dicembre 1943, svolgendo manovre di addestramento al largo delle Hawaii in preparazione del successivo balzo offensivo nel Pacifico centrale, l'invasione delle isole Marshall (operazione Flintlock). Assegnato come scorta alle portaerei del TF 51, il cacciatorpediniere salpò da Pearl Harbor il 23 gennaio 1944, proteggendo le forze anfibie che il 31 gennaio seguente occuparono senza alcuna opposizione l'atollo di Majuro; il 2 febbraio l'Hoel si trasferì all'atollo di Kwajalein, pattugliando la zona e fornendo appoggio ai reparti a terra impegnati nella conquista dell'atollo. Il 15 febbraio l'Hoel lasciò Kwajalein di scorta alle forze anfibie inviate a occupare l'atollo di Eniwetok (operazione Catchpole); nel corso della successiva battaglia di Eniwetok tra il 17 e il 23 febbraio, il cacciatorpediniere fornì fuoco d'artiglieria d'appoggio ai reparti sbarcati a terra oltre a pattugliare le acque della zona. L'Hoel lasciò infine Eniwetok il 5 marzo, rientrando prima a Majuro per poi fare rotta per la base di Espiritu Santo nelle Nuove Ebridi dove arrivò il 18 marzo per essere riassegnato con tutto il DesRon 47 alla United States Third Fleet.

### Operazioni nel Pacifico meridionale
Il DesRon 47 al completo lasciò Espiritu Santo il 19 marzo, andando a pattugliare le acque dell'Arcipelago di Bismarck a caccia di navi giapponesi. Il 27 marzo l'Hoel intercettò al largo di Capo Botiangen sull'isola di Nuova Hannover un piccolo bastimento carico di truppe giapponesi: eliminati gli occupanti con il fuoco delle armi leggere, l'equipaggio del cacciatorpediniere abbordò il natante e recuperò a bordo dei documenti interessanti ai fini dell'intelligence; più avanti quello stesso giorno l'unità svolse una lunga caccia nei confronti di un presunto contatto sonar e radar con un sommergibile nemico, lanciando molte bombe di profondità ma senza ottenere le prove di un eventuale affondamento. Il DesRon 47 rimase a incrociare nelle acque delle Bismarck fino al 5 aprile, quando rientrò a Espiritu Santo; nei mesi seguenti l'Hoel fu quindi impegnato nella scorta dei convogli di rifornimento che incrociavano nella zona compresa tra le Nuove Ebridi e le Isole Salomone, oltre che in manovre di addestramento. Il cacciatorpediniere, tornato a ricoprire il ruolo di nave comando del DesRon 47, fu più volte chiamato a investigare su presunti contatti con sommergibili giapponesi, ma senza far registrare alcun successo; l'11 giugno, in compagnia di altri tre cacciatorpediniere, l'Hoel bombardò invece postazioni giapponesi nella baia di Fangalawa sull'isola della Nuova Irlanda.
L'Hoel lasciò infine Espiritu Santo il 6 settembre 1944 per partecipare all'invasione anfibia dell'isola di Peleliu nelle Palau, svolgendo nelle settimane seguenti operazioni di scorta ai gruppi di portaerei, di pattugliamento anti-sommergibili e di recupero degli aviatori precipitati in mare al largo dell'isola; la nave rientrò infine nella base di Manus il 4 ottobre. Qui il cacciatorpediniere fu riassegnato alle forze della United States Seventh Fleet in vista del progettato assalto anfibio statunitense alle Filippine, previsto per la fine del mese; l'Hoel, in particolare, fu assegnato come unità di protezione al gruppo di portaerei di scorta del contrammiraglio Clifton Sprague (Task Unit 77.4.3, noto come "Taffy 3" dal suo identificativo radio), uno dei tre gruppi di portaerei della Seventh Fleet incaricati di fornire copertura aerea ai reparti anfibi inviati ad assaltare l'isola di Leyte nelle Filippine centrali. Il comandante William D. Thomas, capo della scorta del Taffy 3 (forte nel suo complesso di tre cacciatorpediniere e quattro cacciatorpediniere di scorta) alzava la sua insegna sull'Hoel.

### L'affondamento

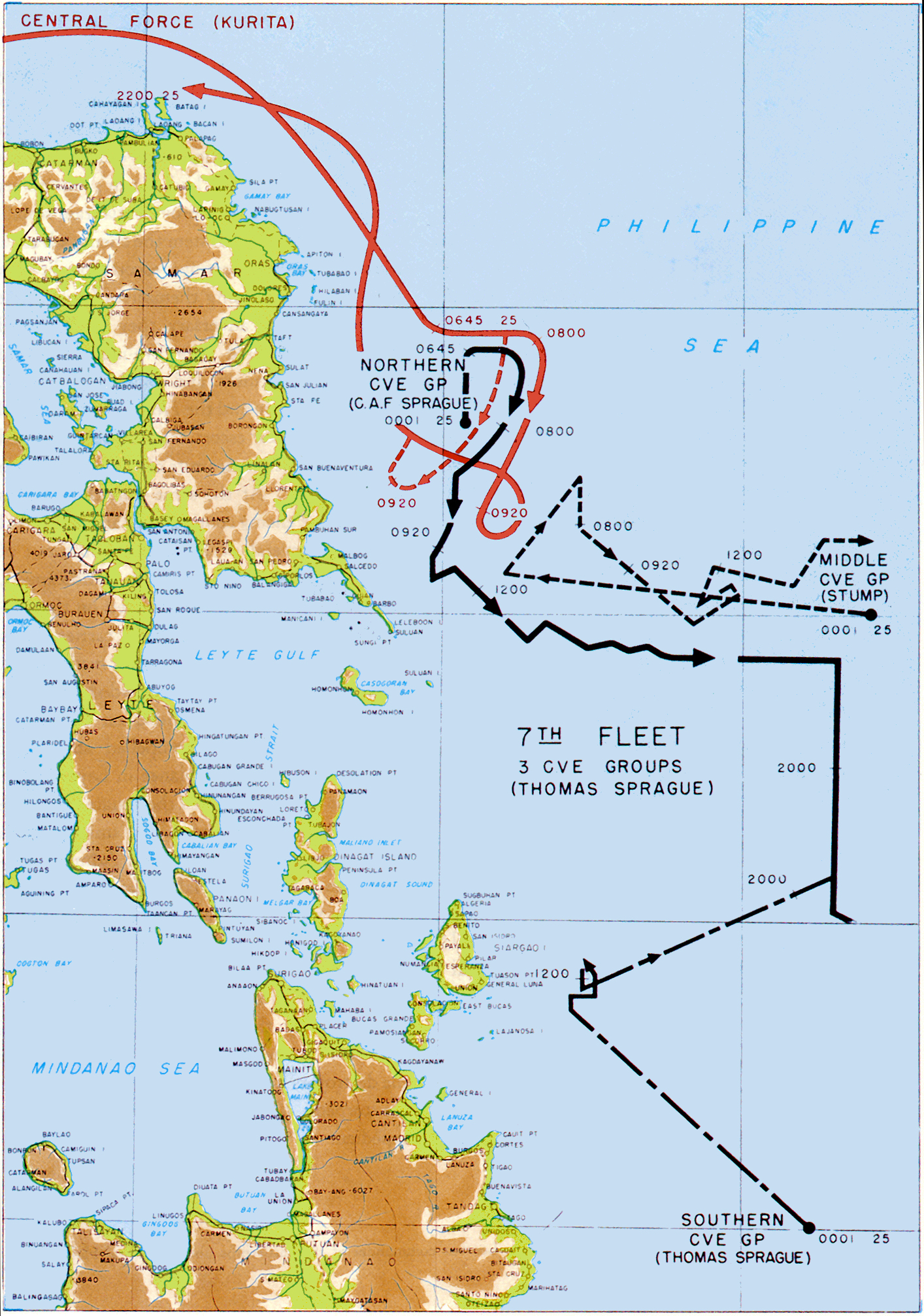
Carta raffigurante i movimenti delle opposte flotte durante la battaglia al largo di Samar il 25 ottobre 1944

Il Taffy 3 salpò da Manus il 12 ottobre, arrivando in posizione davanti al Golfo di Leyte il 18 ottobre seguente; le unità di Sprague rappresentavano il più settentrionale dei tre gruppi portaerei della Seventh Fleet, ed erano schierate a oriente delle coste dell'isola di Samar. Gli sbarchi a Leyte ebbero inizio il 20 ottobre, stabilendo rapidamente una testa di ponte; il possesso delle Filippine era tuttavia vitale per il Giappone, e la Marina imperiale giapponese mobilitò tutte le sue risorse per montare un attacco a tenaglia contro le forze statunitensi. Il piano giapponese, messo in atto tra il 24 e il 25 ottobre, sembrò inizialmente avere successo: mentre le potenti formazioni di portaerei della Third Fleet venivano attirate a nord verso Luzon da una forza esca giapponese, e contemporaneamente le navi da battaglia della Seventh Fleet venivano inviate a sud per intercettare nello Stretto di Surigao la branca meridionale della tenaglia nipponica, la forza centrale dell'ammiraglio Takeo Kurita riuscì a transitare non vista attraverso lo stretto di San Bernardino nelle prime ore del 25 ottobre, piegando a sud alla volta delle forze anfibie statunitensi ammassate davanti Leyte. Solo le deboli portaerei di scorta della Seventh Fleet erano rimaste a frapporsi tra i giapponesi e le navi da trasporto, con il Taffy 3 come formazione posta più vicino alle unità di Kurita.
Intorno alle 06:50, con reciproca sorpresa, il Taffy 3 di Sprague e la forza di Kurita entrarono in contatto: mentre l'ammiraglio giapponese ordinava alle sue navi da battaglia e incrociatori di buttarsi in avanti in un attacco generale, Sprague piegò a est nel tentativo di allontanarsi e lanciare i suoi aerei. L'Hoel e gli altri cacciatorpediniere accompagnarono la ritirata delle portaerei stendendo cortine fumogene per coprirle dal tiro a lunga gittata dei cannoni giapponesi, ma alle 07:20 Sprague ordinò a Thomas di lanciare un attacco con i siluri al fine di distrarre i giapponesi e far guadagnare tempo per permettere l'arrivo di rinforzi dal resto della Seventh Fleet. Thomas radunò quindi i suoi tre cacciatorpediniere (l'Hoel, lo USS Heermann e lo USS Johnston) e li lanciò all'attacco per primi, tenendo i meno armati cacciatorpediniere di scorta più indietro per un secondo colpo; avvolti dalle nuvole di fumo artificiale, dai piovaschi e dalle colonne d'acqua sollevate dalle cannonate giapponesi i cacciatorpediniere finirono con il disgregarsi. Il Johnston rimase separato dagli altri e si gettò autonomamente all'attacco mentre l'Hoel e l'Heermann evitarono di poco una collisione nel tentativo di mettersi in linea di fila, manovra poi riuscita con l'Hoel piazzatosi in testa. Procedendo dritto verso il varco tra due distinte colonne di navi giapponesi, alle 07:25 l'Hoel si lanciò all'attacco della nave da battaglia Kongo: il cacciatorpediniere fu quasi subito investito da due colpi di grosso calibro sparati dalla corazzata, i quali distrussero gli apparati radar e i sistemi di comunicazione oltre a uccidere diversi uomini e ferire tanto Thomas quando il comandante della nave, Leon S. Kintberger. L'Hoel riuscì comunque a far partire una salva di cinque siluri in direzione della Kongo, prima di piegare a sud e ritirarsi: la Kongo manovrò prontamente ed evitò tutti gli ordigni in arrivo.

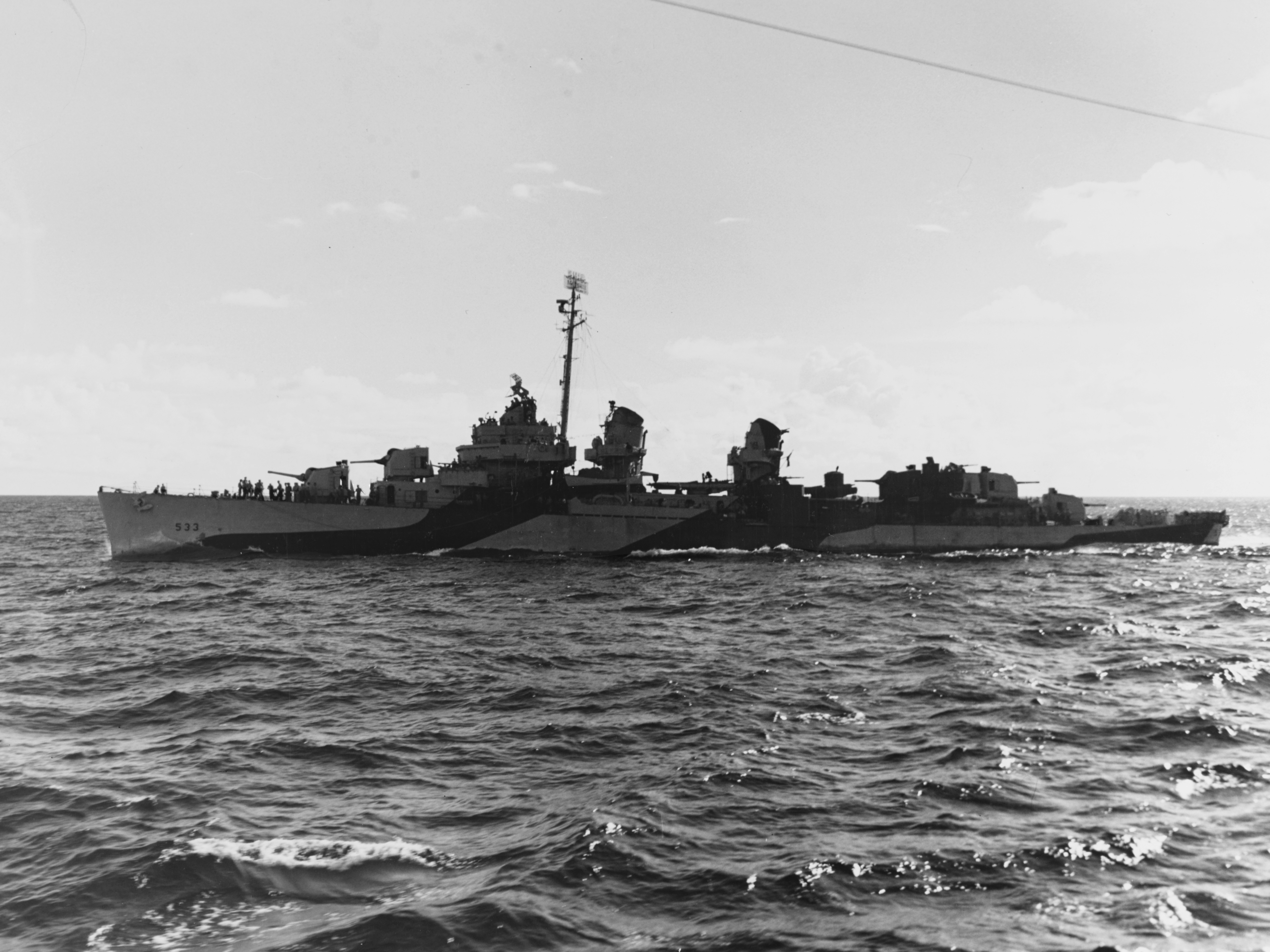
L'Hoel in una foto dell'agosto 1944; notare lo scafo dotato di pitturazione mimetica

Durante lo sganciamento, l'Hoel fu raggiunto da altri due colpi di grosso calibro nelle sale macchine di poppa, le quali iniziarono ad allagarsi: una delle turbine del cacciatorpediniere fu messa fuori uso e diversi macchinisti furono ustionati dal vapore incandescente fuoriuscito dalle condutture spaccate dall'impatto dei colpi. Un terzo proiettile di grosso calibro colpì quindi la poppa della nave, bloccando il timone proprio mentre l'unità stava virando: l'Hoel descrisse una rotta circolare proprio intorno alla Kongo mentre l'equipaggio tentava di ristabilire un controllo manuale sul timone, incassando altri colpi; i pezzi d'artiglieria a prua del cacciatorpediniere continuarono imperterriti a bersagliare qualunque obiettivo comparisse in mezzo al fumo, ma i cannoni di poppa furono completamente zittiti per i danni subiti dal fuoco nemico. Il comandante Kintberger riuscì a organizzare alle 07:50 un altro attacco con i siluri, lanciando gli ultimi cinque ordigni a disposizione in direzione del sopraggiunto incrociatore giapponese Haguro: benché l'attacco fosse stato condotto a corta distanza, ancora una volta l'unità nipponica riuscì a schivare gli ordigni in arrivo.
Senza più siluri Kintberger cercò di districare la sua nave dallo scontro ripiegando verso sud-est, tentando comunque di distrarre i giapponesi dall'attacco alle portaerei facendo fuoco con i suoi cannoni rimasti: secondo calcoli dello stesso comandante, i due pezzi di prua spararono ciascuno più di 250 colpi durante il combattimento, anche se dovevano essere puntati manualmente visto che la direzione centralizzata di tiro era stata distrutta dalle cannonate nemiche. L'Hoel fu bersagliato ancora dai grossi calibri delle corazzate e degli incrociatori giapponesi: alcuni dei colpi incassati, progettati per perforare le navi corazzate a lunga distanza, trapassarono da parte a parte in fragile scafo del cacciatorpediniere senza detonare, ma proiettili a frammentazione riversarono piogge di schegge sui ponti della nave uccidendo o mutilando molti uomini. Alle 08:15 un colpo di grosso calibro centrò la sala motori anteriore dell'Hoel, immobilizzando la nave la quale ormai accusava uno sbandamento di 10° sul lato di sinistra; lanciate all'inseguimento delle portaerei del Taffy 3, le navi giapponesi sfilarono davanti all'immobile scafo dell'Hoel continuando a bersagliarlo di cannonate, a cui il cacciatorpediniere continuava a rispondere con i suoi cannoni di prua. Alle 08:40, con lo sbandamento salito a 20°, Kintberger ordinò l'abbandono della nave: fu necessario mandare delle staffette per trasmettere l'ordine ai cannonieri dei pezzi di prua, i quali stavano continuando a fare fuoco sul nemico.
Dopo aver incassato, secondo calcoli dello stesso Kintberger, più di 40 colpi di calibri compresi tra 127 e 406 mm, il martoriato scafo dell'Hoel affondò alle 08:55 nella posizione 11°46′N 126°33′E. I naufraghi del cacciatorpediniere rimasero alla deriva su scialuppe e relitti vari, senza acqua, flagellati dal sole a picco e minacciati dagli squali; molti uomini rimasero vittima delle loro ferite, impossibili da curare, mentre altri caddero preda del delirio e si lasciarono annegare. Benché alcuni aerei statunitensi avessero sorvolato le scialuppe alla deriva anche prima, solo la mattina del 27 ottobre i mezzi da sbarco LCI-341 ed LCI-337 entrarono in contatto con un primo gruppo di naufraghi dell'Hoel; tutte le operazioni di soccorso ai naufraghi delle unità del Taffy 3 si svolsero del resto con una certa confusione e ritardo a causa di una errata individuazione del luogo dello scontro. Questi ritardi si rivelarono mortali per i naufraghi dell'Hoel: un gruppo di 70 marinai del cacciatorpediniere, rimasto separato dagli altri, rimase per cinque giorni a vagare in mezzo al mare aggrappato a una zattera, fino a che gli ultimi due superstiti ancora in vita non vennero soccorsi da canoe manovrate da guerriglieri della Resistenza filippina provenienti dall'isola di Samar. Alla fine, furono recuperati solo 86 o 88 membri dell'equipaggio del cacciatorpediniere, portando il totale delle vittime a 252 tra ufficiali e marinai. Tanto il comandante Thomas quanto il comandante Kintberger, sopravvissuti all'affondamento pur entrambi feriti, ricevettero la Navy Cross per le loro azioni nella battaglia, mentre tra l'equipaggio furono distribuite cinque Silver Star (di cui quattro postume) e tre Bronze Star Medal (di cui due postume); l'Hoel stesso fu insignito di una Presidential Unit Citation, di una Philippine Republic Presidential Unit Citation e di cinque Battle star per il suo servizio in guerra.